# (2558) Viv
(2558) Viv (1981 SP1) – planetoida z grupy pasa głównego asteroid okrążająca Słońce w ciągu 3,3 lat w średniej odległości 2,22 j.a. Odkryta 26 września 1981 roku.